# Welcome to My Life
Welcome to My Life (у преводу, Добродошли у мој живот) је први сингл са другог албума бенда Симпл плен, Still Not Getting Any.
Намера песме је да изрази тинејџерски бес због тога што живот постаје пун фрустрација тако да нико не може да разуме како је тинејџерима. У музичком споту, може да се види загушење саобраћаја где се у аутомобилима налазе дисфункционалне породице, а та поремећеност утиче на децу.
Бенд није препознао чињеницу да се текст песме може лако интерпретирати да изрази тотално супротно од онога што јавност прихвата као њихову намеру. У песми, бенд се стално жали на многе проблеме у животу као да се обраћа неком ко није доживео ниједан од њих. Онда кажу "добродошли у мој живот" у покушају да укажу на то да је њихов живот бедан, али уместо тога изјављују да они сами нису наилазили на такве потешкоће.

## Топ листе
је постала топ 40 хит на листи Billboard Hot 100 доживевши врх на 40. месту. Међутим, на шпанској и канадској листи је достигла прво место.